# أورميلا (رواية)
أورميلا  هي الرواية الأولى للكاتب السعودي مجتبى البطاط  مواليد دسيمبر 1982
وصفت بأنها كلاسيكية وساحرة وخارجة عن المألوف وتدور أحداثها في كل من الأحساء، الدمام شرقي السعودية ومدينة دبي الإماراتية .
نٌشرت الرواية في أشهر منتديات الرواية العربية عام 2013 ولاقت تفاعل كبير من قبل قراء الموقع وحازت على وسام التميز لتفوقها من ناحية الحبكة والسرد.
وفي العام 2016 فازت الرواية بالمسابقة التي ينظمها مركز الملك سلمان للشباب تحت مسمى مبادرة المؤلف الشاب وتم تبنيها وطباعتها ونشرها من قبل مركز الملك سلمان للشباب وقد عرضت للمرة الأولى في معرض الرياض الدولي للكتاب شهر أبريل 2016 واختيرت لتكون الرواية الفائزة لذلك العام.
تناقش  رواية أورميلا جانب من جوانب الصراع بين الخير والشر، متمثلة في قصة درامية تعود للفترة من أربعينيات إلى سبعينيات القرن الماضي .. القصة تحاول تسليط الأضواء على بعض أحداث تلك الحقبة الزمنية عبر شخصيات مختلفة الطبقات وصراعات متداخلة.
الرواية محبوكة على غرار الروايات البوليسية بأحداثها المشوقة وتدور حلقاتها في شرق السعودية ومدينة دبي .. البطلة اورميلا ووالدها يعيشان وحدهما حياة عقيمة في إحدى قرى الأحساء الفقيرة .. الأب العجوز يحمل ماضي تقاسمته السعادة والآلم فبعدما كان يرى نفسه الأسعد حظاً في الكون صار يعيش في زنزانة الفقر وقد كبلت يداه أصفاد الماضي الأليم ..  أما الابنة  المنحوسة والتي لا تعلم بأن أباها هو أباً بالتبني فتحمل ماضي لم يعرف للسعادة طريق .. تبدأ الإثارة في الرواية حين يُتيح القدر للإثنين فرصة تحقيق المستحيل والحصول على حياة أفضل بكثير مما هما عليه .. هنا ينطلقان لوجهتهما الجديدة وهي مدينة البحر الدمام وكل منهما يحاول لحدة أن يفاجئ الآخر بما سيصل إليه .. هناك يخططان .. ينفذان .. وأخيراً يحققان أحلامهما الموعودة في آن واحد .. لكن الحظ في النهاية لا يخدم أحدهما فتتساقط أوراق أحلامهما وتنطلق فصول المعاناة.
من خلال  هذه الرواية الكلاسيكية البالغة 26 فصل يحاول الكاتب الوصول بحرفية إلى قلب القارئ عبر عنصرين هما المتعة والمنفعة وذلك بأحداثها ومواقفها التي تبلور بعض المُثل الإنسانية الثابتة كالحق والخير والجمال ومحاربة الشر.
- رواية أورميلا،على موقع بوكس كوم[1]
- رواية أورميلا على موقع مكتبة جرير.[2]
- توزيع جوائز مبادرة المؤلف الشاب في معرض الرياض للكتاب[3]
- الخبر على موقع جريدة الرياض الإلكتروني[4]
- الخبر على موقع صحيفة سبق [5]
- الخبر على موقع صحيفة مكة[6]